# Papio kindae
El papión de Kinda (Papio kindae) es una especie de babuino presente en los bosques de miombo de Angola, la República Democrática del Congo, Zambia, y posiblemente en el oeste de Tanzania. Una vez se consideró una subespecie del babuino amarillo (P. cynocephalus), luego se distinguió lo suficiente como para merecer el estatus de especie completa (P. kindae) bajo el concepto de especie filogenética o cladística.